# Boggsita
La boggsita és un mineral de la classe dels silicats, que pertany al grup de les zeolites. Rep el nom en honor de Robert Maxwell Boggs (Seattle, 1918) i del seu fill Russel Calvin Boggs (Cheney, 1952).

## Característiques
La boggsita és un silicat de fórmula química Ca₈Na₃(Si,Al)96O192·70H₂O. Es tracta d'una espècie aprovada com a espècie vàlida per l'Associació Mineralògica Internacional i descrita per primera vegada el 1990. Cristal·litza en el sistema ortoròmbic. La seva duresa a l'escala de Mohs és 3,5.
Segons la classificació de Nickel-Strunz, la boggsita pertany a «09.GC: Tectosilicats amb H₂O zeolítica, cadenes de connexions dobles de 4-enllaços» juntament amb els següents minerals: amicita, garronita-Ca, gismondina-Ca, gobbinsita, harmotoma, phil·lipsita-Ca, phil·lipsita-K, phil·lipsita-Na, flörkeïta, merlinoïta, mazzita-Mg, mazzita-Na, perlialita, paulingita-Ca i paulingita-K.

## Formació i jaciments
Va ser descoberta a la carretera Neer de la localitat de Goble, al comtat de Columbia (Oregon, Estats Units). Posteriorment també ha estat descrita al mont Adamson, a la Terra de Victòria, a l'Antàrtida. Aquests dos indrets són els únics de tot el planeta on ha estat descrita aquesta espècie mineral.